# Lygia Bojunga
Lygia Bojunga Nunes (Pelotas, 26 agosto 1932) è una scrittrice brasiliana.

## Biografia
Ha dato l'avvio alla sua carriera come attrice, dedicandosi alla radio e al teatro, fino ad approdare poi alla letteratura. Con l'opera Os colegas (1972) ha conquistato un pubblico che è andato crescendo con Angélica (1975), A casa da madrinha (1978), Corda bamba (1979), O sofá estampado (1980) e A bolsa amarela (1981). Per queste opere ha ricevuto, nel 1982, il Premio Hans Christian Andersen, il più importante premio letterario dedicato alla letteratura infantile, assegnato a cadenza biennale dalla IBBY. Tale premio le è stato conferito dall'International Board on Books for Young People, affiliata all'UNESCO. Con Os colegas aveva già conquistato il primo posto al Concorso di Letteratura Infantile dell'Instituto Nacional do Livro (INL), nel 1971, edita con illustrazioni del disegnatore Gian Calvi.

## La scrittrice e lo stile
Lygia Bojunga Nunes ha conquistato svariati elogi da parte della critica specializzata, sia brasiliana che di altri paesi. Sulla scena brasiliana, è stata spesso definita come l'erede di Monteiro Lobato per la sua capacità di creare uno spazio nel quale il bambino trova - attraverso l'immaginazione- una chiave per risolvere i conflitti, capacità che Lobato padroneggiava con maestria. Alcune volte, sulla scena internazionale, viene accostata a Saint-Exupéry e a Maurice Druon. In effetti, mescolando abilmente realtà e fantasia, Lygia riesce ad instaurare, attraverso uno stile fluente che si colloca tra colloquiale e monologo interiore, una perfetta comunicazione con il suo lettore.
Cosciente che la letteratura è comunicazione, l'autrice tratta temi piuttosto scottanti, come il suicidio in
7 cartas e 2 sonhos (1983) e O meu amigo pintor (1987); l'omicidio, in Nós três (1987) e l'abbandono dei figli da parte della madre, nel racconto Tchau, contenuto nel volume omonimo (1985).
Con l'opera Um encontro com Lygia Bojunga Nunes (1988), riunisce testi che trattano del suo rapporto con la letteratura, presentando, in forma teatrale, il risultato del suo lavoro. 
Questa tappa segna anche l'inizio di un periodo di riflessione metaletteraria, che si estende a Paisagem e Fazendo Ana Paz, entrambi datati 1992, nei quali riflette su cosa significhi "fare letteratura", obiettivo che si realizza pienamente in Feito à mão (1996), opera interamente realizzata in carta riciclata e fotocopiato - un'alternativa alla produzione industriale.
Con Seis vezes Lucas e O abraço, anch'essi datati 1996, riprende un tema molto diffuso alla fine del secolo, quello di una letteratura diretta a qualunque tipologia di lettore: ogni libro contiene in sé la possibilità di essere adattato alle diverse tappe della vita umana.
È uno dei nomi più famosi della letteratura infantile brasiliana e mondiale, apprezzata per la qualità della sua opera e la caratterizzazione dei problemi del bambino, soprattutto all'interno del nucleo familiare.
Le sue opere sono state pubblicare in italiano, tedesco, francese, spagnolo, svedese, norvegese, islandese, olandese, danese, giapponese, catalano, ungherese, bulgaro e finlandese.
I suoi libri sono stati altamente raccomandati dalla critica europea, e sono stati trasformati per la radio in vari paesi; uno di essi, Corda Bamba, è stato trasformato in una produzione televisiva in Svezia.
Sposata con un inglese, trascorre parte del suo tempo a Londra e parte a Rio de Janeiro.

## Opere
- Os Colegas - 1972
- Angélica - 1975
- A Bolsa Amarela - 1976
- A Casa da Madrinha - 1978
- Corda Bamba - 1979
- O Sofá Estampado - 1980
- Tchau - 1984
- O Meu Amigo Pintor - 1987
- Nós Três - 1987
- Livro, um Encontro - 1988
- Fazendo Ana Paz - 1991
- Paisagem - 1992
- Seis Vezes Lucas - 1995
- O Abraço - 1995
- Feito à Mão - 1996
- A Cama - 1999
- O Rio e Eu - 1999
- Retratos de Carolina - 2002
- A Bolsa Amarela  - 2005
- Aula de Inglês - 2006
- Sapato de Salto - 2006
- Dos Vinte 1 - 2007

## Opere tradotte in italiano
- Amici per il pelo (Os Colegas, 1972), Milano, Salani, 1991 traduzione di Laura Draghi ISBN 88-7782-966-4.
- Il mio amico pittore (O Meu Amigo Pintor, 1987), Milano, Salani, 2004 traduzione di Orietta Mori ISBN 88-8451-092-9.